# Eugenia cydoniifolia
Eugenia cydoniifolia är en myrtenväxtart som beskrevs av Otto Karl Berg. Eugenia cydoniifolia ingår i släktet Eugenia och familjen myrtenväxter.
Artens utbredningsområde är Bolivia. Inga underarter finns listade i Catalogue of Life.